# Plemena skotu
Plemena skotu jsou populace hovězího dobytka stejného původu s charakteristickými vlastnostmi a znaky. Během domestikace se umělým výběrem posílily jednotlivé žádoucí vlastnosti zvířat a v současnosti se od sebe chovaná plemena více či méně výrazně odlišují. V současnosti existuje asi 450 jednotlivých plemen. Tato plemena se zařazují do jednotlivých plemenných skupin a liší se užitkovým zaměřením. V České republice se chová především dojený skot a to především holštýnský a český strakatý skot a dále jsou zde chována masná plemena bez tržní produkce mléka, nejvíce plemena charolais a aberdeen angus. Masná plemena tvořila v roce 2003 22 % všech v Česku chovaných krav.
Stejně jako ostatní plemena hospodářských zvířat lze i plemena skotu dělit podle řady hledisek. Jednak podle fylogenetického původu, tak podle geografického rozšíření a země původu, či podle užitkovosti a stupně prošlechtění.

## Původ skotu
Jako hovězí dobytek se označují domestikované druhy pravých turů. Pod pojmem skot se v nejčastěji myslí tur domácí, domestikovaný pratur (B. taurus primigenius), ovšem mezi hovězí dobytek patří též asijský gayal (B. gaurus f. frontalis), domestikovaný gaur (B. gauros), tur domácí baliský (B. javanicus f. banteng), což je domestikovaná forma bantenga (Bos javanicus) a jak domácí (Bos mutus f. grunniensis)
Plemena tura domácího se dělí na dvě velké skupiny plemen, zebu, typické hrbem na hřbetě, a ostatní plemena, která hrb nemají. Předkem zebu je B. indicus, možná poddruh pratura. Veškerá současná plemena bezhrbá skotu se odvozují od již vyhynulých divokých předků, pratura a tura krátkorohého (B. brachyceros europaeus). Protože má současný tur domácí dva předky, označuje se v zootechnické nomenklatuře za zvíře difyletické.
Podle znaků na lebce se bezhrbá plemena dělí do šesti kraniologických plemenných skupin:

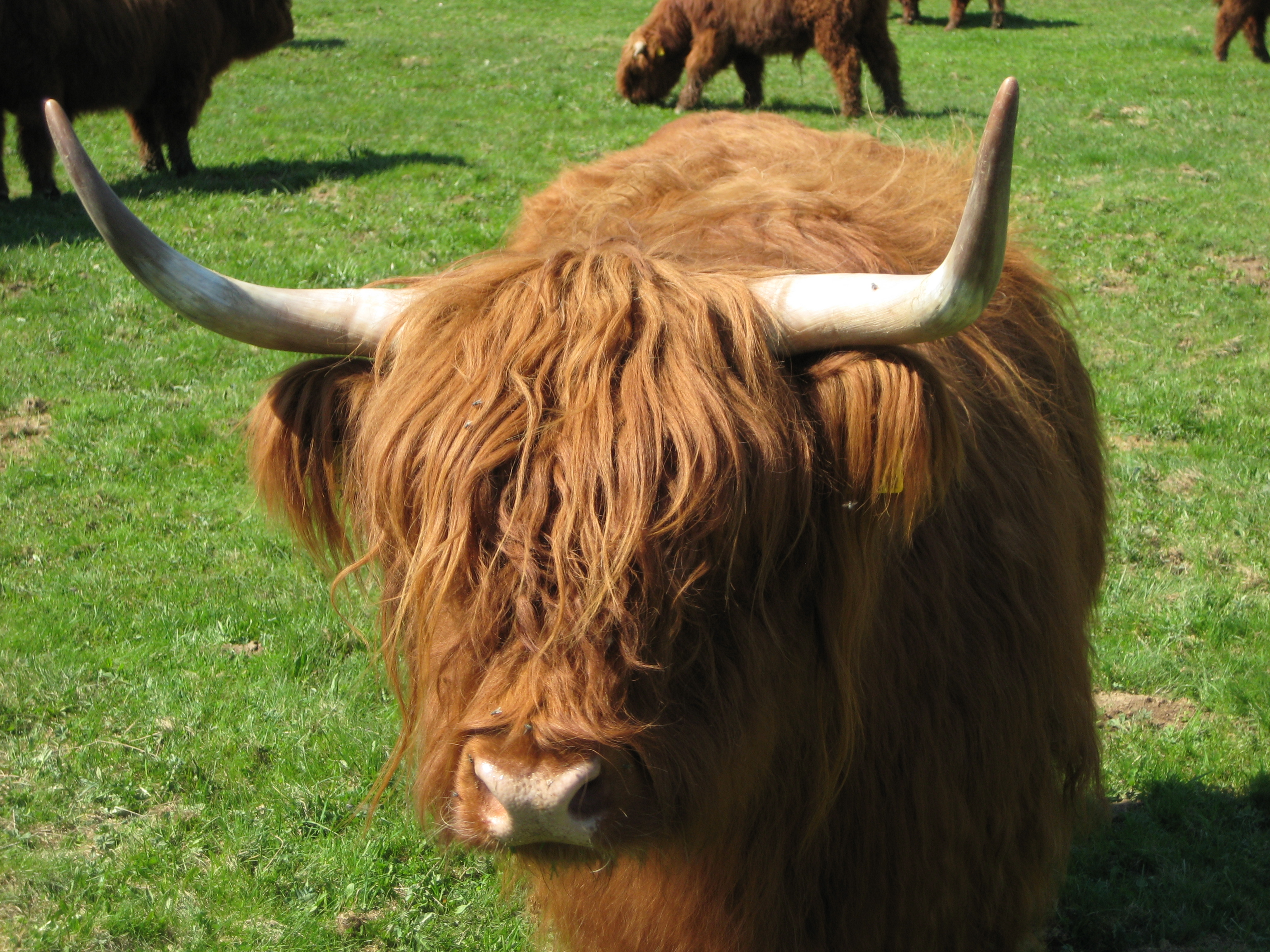
Skotský náhorní skot jako příklad plemen praturů

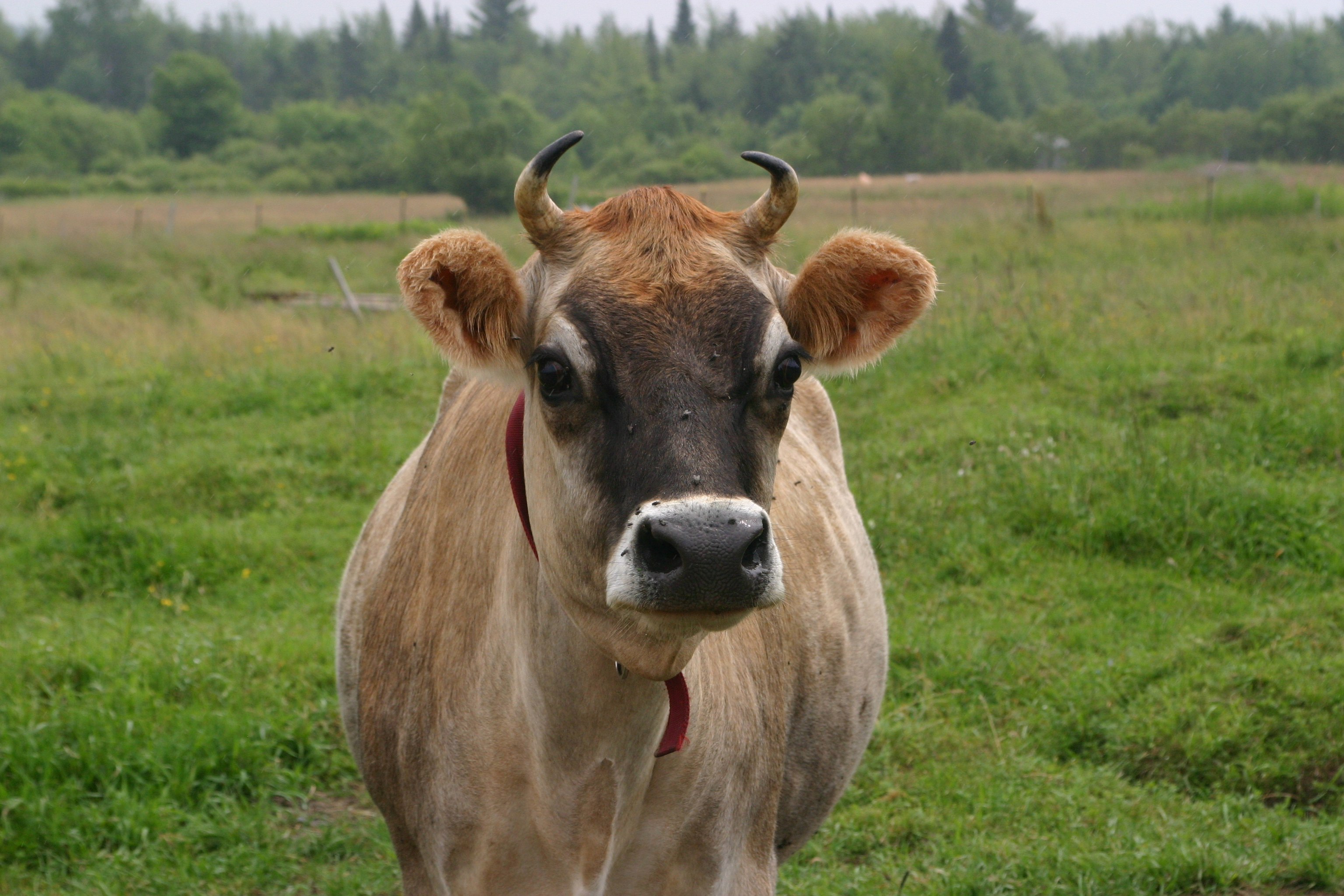
Jerseyský skot, krátkorohé plemeno skotu

1. skupina pratura, B. primigenius, je přímo odvozena od pratura. Zvířata plemen náležejících do této skupiny jsou typická nápadně dlouhou, mělkou lebkou s přímým profilem, širokými, do stran postavenými očnicemi a rohy lyrovitého tvaru. Tato skupina se dělí na tři plemenné podskupiny: Jako stepní skot se označují plemena původem z oblasti Středozemí, s velkým tělesným rámcem, mohutnými rohy a malou masnou i mléčnou užitkovostí, jsou vhodná především k tahu. Příkladem je uherský či ukrajinský stepní skot. Do druhé skupiny patří skotský náhorní skot, třetí podskupinou je nížinný skot západní Evropy s výrazně mléčným užitkovým typem, jako je holštýnský skot či ayrshire.
2. skupina krátkorohých plemen, B. brachyceros, je odvozena od tura krátkorohého. Lebka těchto plemen je malá, relativně hluboká a často štičí, s konkávním profilem. Rohy jsou krátké a ve své základně mají kruhový průřez. Mezi krátkorohá plemena patří všechny červinky, což jsou krajová plemena Střední Evropy a mezi které patří česká, dánská, norská nebo polská červinka, a alpský skot šedé barvy, jako je swiss brown.
3. čelnatý skot B. frontosus je uměle vytvořená skupina plemen se zdůrazněnými znaky pratura. Plemena čelnatého skotu se vyznačují velkým tělesným rámcem s výrazným pohlavním dimorfismem a dobrou kombinovanou užitkovostí, na lebce je velmi vyvinutá čelní partie a mezirožní val, rohy mají při základně eliptický průřez. Typickými zástupci je český strakatý skot masný simentál či charolais.
4. krátkohlavý skot B. brachycephalus zahrnuje plemena se znaky krátkorohého skotu kombinovaného se zkrácením lebky. Mezi krátkohlavý skot patří například jerseyský skot, pincgavský skot nebo andaluzský skot.
5. bezrohý skot Bos akeratos je plemennou skupinou zahrnující všechna bezrohá plemena bez ohledu na ostatní znaky. Bezrohá jsou typicky masná plemena skotu pocházející z Británie, jako je aberdeen angus a galloway.
6. přímorohý skot B. ortoceros je uměle vytvořená skupina plemen skotu se znaky pratura, od něj se však odlišuje specifickým utvářením rohů, které směřují v mírných obloucích šikmo dozadu a špičkami k sobě. Mezi přímorohá plemena náleží například kalmycký skot či astracháňský skot.

## Užitkové směry

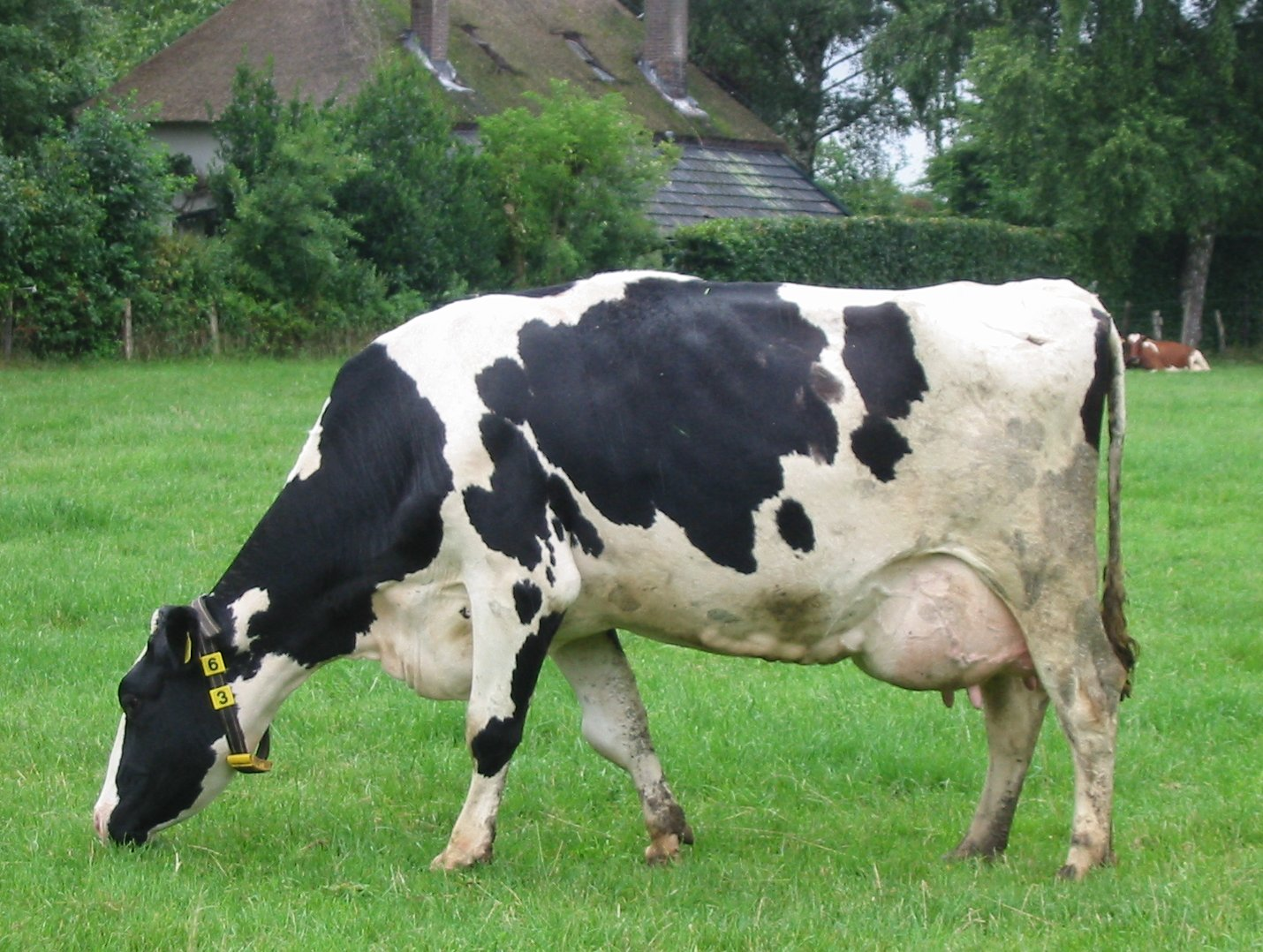
Kráva dojného holštýnského plemene.

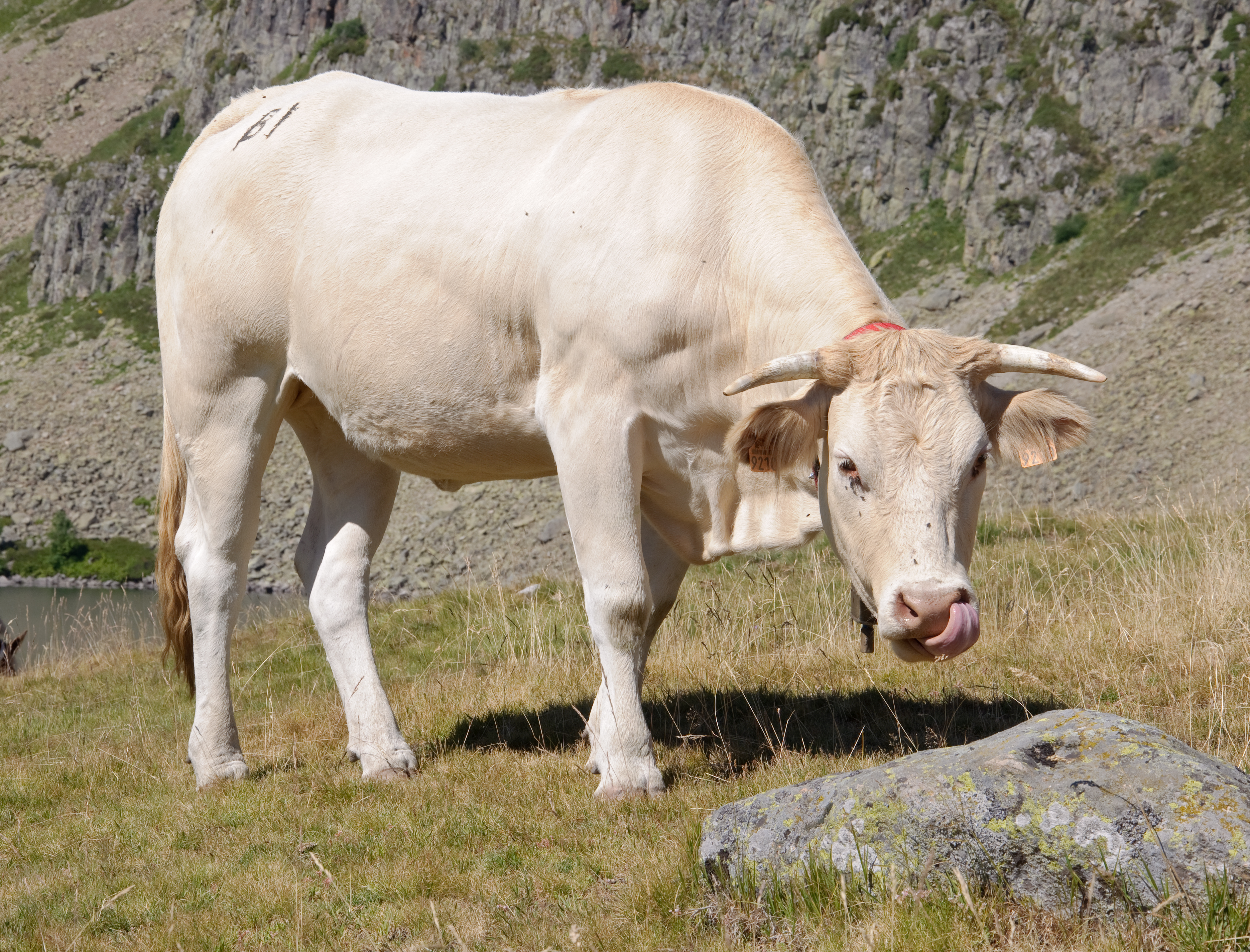
Masné plemeno, Blonde d'Aquitaine.

Hlavní užitkovost skotu spočívá v produkci masa, mléka a práce. Specifickým směrem užitkovosti se pak vyznačuje bojovný skot používaný k býčím zápasům. Podle své užitkovosti se plemena skotu dělí na plemena s jednostrannou užitkovostí, u kterých je jedna z užitkových vlastností vyjádřena výrazněji než užitkovost jiná, a na plemena s užitkovostí dvoustrannou, u kterých se klade důraz na užitkovost mléčnou i masnou. Plemena skotu s třístranným užitkovým zaměřením maso-mléko-tah jsou především krajová, neprošlechtěná plemena skotu.
Plemena s jednostrannou užitkovostí neboli specializovaná plemena, se dělí na plemena dojná, s převažující mléčnou užitkovostí, a na plemena masná s produkcí masa. Tato plemena se liší na první pohled tělesnou stavbou: Tvar těla mléčných plemen se podobá trojúhelníku, mají jemnou hlavu, mělčí hrudník a naproti tomu záď je mohutná, pánev je plochá a poskytuje dostatečně prostoru pro dobře vyvinuté vemeno. Spodní linie těla se svažuje dolů. Masná plemena skotu jsou výrazně osvalená, mají tělo pravoúhlého tvaru s hlubokým hrudníkem a jen slabě vyvinutým vemenem.
Mezi dojná plemena patří především holštýnský skot, dále ayrshire, jerseyský skot, brown swiss či montbeliarde. Mezi plemena masná se řadí aberdeen angus, belgický modrý skot, blonde d'aquitaine, galloway, hereford, charolais, limousinský skot, gasconne, masný simentálský skot, piemontese, salers či skotský náhorní skot.
Kombinovaná plemena se dále dělí na plemena maso-mléčná, s převažující mléčnou produkcí, a na plemena mléčno-masná, které slouží spíše k jatečnému zpracování. Mezi maso-mléčná plemena se řadí český červený skot či normanský skot, mléčno-masný je například německý gelbvieh.
Kromě dobře prošlechtěných, kulturních plemen, existují také plemena primitivní a plemena jen málo zušlechtěná, krajová, která nemají užitkové vlastnosti ušlechtilých plemen. Na druhou stranu bývají nenáročná a odolná a slouží jako genová rezerva, zásobárna alel pro další šlechtění. Mezi primitivní plemena náleží například uherský stepní či skotský náhorní skot. Typickým příkladem krajového plemene je česká červinka, která je od roku 1992 zařazena mezi genové rezervy.
Pracovní užitkovost skotu v západních zemích již nehraje žádnou roli, ale ve třetím světě má stále svůj význam. Skot s dobrou pracovní užitkovostí je typický dobrým tělesným osvalením.

## Plemena skotu podle geografického rozšíření

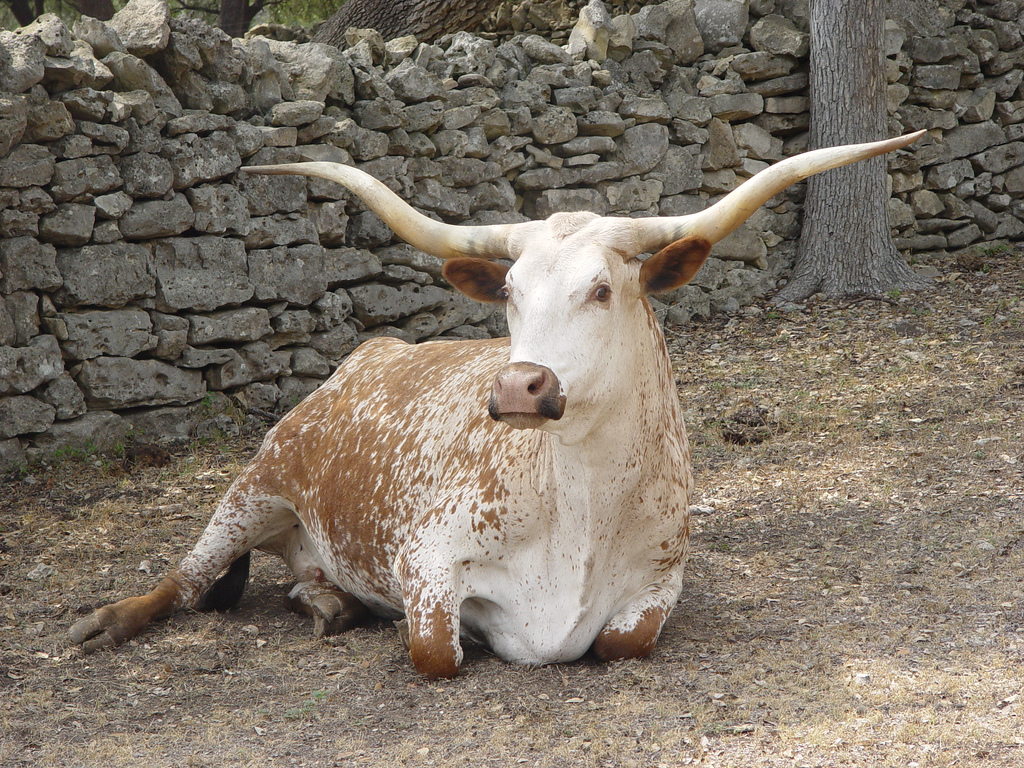
Texas longhorn, plemeno skotu původem z USA

Dle geografického rozšíření se plemena skotu dělí na tři skupiny: Stepní skot zahrnuje primitivní plemena východní a jihovýchodní Evropy jako je například uherský stepní skot, mezi nížinný skot patří plemena s mléčnou užitkovostí ze Západní Evropy, jako je holštýnský skot, ayshire, jerseyský skot či dánský červený skot, a mezi horská plemena skotu se zařazuje skotský náhorní skot, masný simentál, český strakatý skot, česká červinka, slovenský strakatý skot či polská červinka.
- Afrika:
  - Jižní Afrika:
    - bonsmara
    - damarský skot
    - namaqua

  - Jihoafrická republika:
    - herefordský skot

  - Severní Afrika:
    - barka

  - Střední Afrika:
    - Čad:
      - kuri

  - Východní Afrika:
    - ankole
    - boranský skot
    - tuli
    - watusi

  - Západní Afrika:
    - dahomey
- Amerika:
  - Jižní Amerika:
    - herefordský skot

  - Severní Amerika:
    - herefordský skot

  - USA:
    - brafordský skot
    - holštýnský skot
    - Jerseyský skot
    - texas longhorn
- Austrálie:
  - herefordský skot
  - tasmánská šedá
  - laola
  - lowline angus
  - Murray Grey
- Belgie:
  - belgický modrý skot
- Bhútán:
  - gaur
- Česko:
  - česká červinka
  - český strakatý skot
- Dánsko:
  - holštýnský skot
- Estonsko:
  - Estonský původní skot
- Francie:
  - bazadaise
  - Blonde d'Aquitaine
  - camargue skot
  - charolaiský skot
  - gaskoňský skot
  - Jerseyský skot
  - limousinský skot
  - montbeliardský skot
  - normandský skot
  - Parthenaise
  - salerský skot
- Hebridy:
  - Skotský náhorní skot
- Holandsko:
  - Groeningen skot
  - lakenvelder
- Indie:
  - bengali
  - brahmanský skot
  - gaur
  - hariana
  - kankrej
  - ongole
  - sahiwalský skot
- Indonésie:
  - Madurský skot
- Irsko:
  - dexterský skot
  - irský moiled
  - kerry
- Island:
  - islandský skot
- Itálie:
  - chianina
  - marchigiana
  - maremmanský skot
  - piemontský skot
  - romagnola
- Japonsko:
  - wagyu
- Jersey:
  - Jerseyský skot
- Kambodža:
  - gaur
- Laos:
  - gaur
- Maďarsko:
  - uherský stepní skot
- Malajsie:
  - gaur
- Myanmar:
  - gaur
- Německo:
  - allgauer gurtenvieh
  - Německý červenostrakatý nížinný skot
  - anglerský skot
  - holštýnský skot
- Nepál:
  - gaur
- Nizozemsko:
  - holštýnský skot
- Nový Zéland:
  - herefordský skot
  - Jerseyský skot
- Pákistán:
  - tharparkarský zebu
- Rakousko:
  - pincgavský skot
  - tyrolský šedý skot
- Rusko:
  - kalmycký skot
  - kostromský skot
- Španělsko:
  - andaluský skot
  - španělský bojový býk
- Skotsko:
  - Luingský skot
  - Skotský náhorní skot
- Švýcarsko:
  - èvoléne skot
  - simentálský skot
  - Švýcarský hnědý skot
  - horský strakatý skot
- Thajsko:
  - gaur
- Spojené království:
  - herefordský skot
- Anglie:
  - anglický dlouhorohý skot
  - guernseyský skot
  - Jerseyský skot
  - shorthorn
- Skotsko:
  - aberdeen-anguský skot
  - ayrshirský skot
  - gallowayský skot
  - skotský náhorní skot
- Ukrajina:
  - karpatská hnědá skot
- Wales:
  - Velšský černý skot
- Sundské ostrovy:
  - balijský skot
- Vietnam:
  - gaur